# Antwerp International Golf & Country Club Rinkven
L'Antwerp International Golf & Country Club Rinkven est situé au nord d'Anvers, dans un quartier résidentiel. Établi en 1981, il dispose de deux parcours.